# Santa Clara de Avedillo
Santa Clara de Avedillo és un municipi de la província de Zamora a la comunitat autònoma de Castella i Lleó. Limita al nord amb Peleas de Abajo i Jambrina, al sud amb Cuelgamures, a l'est amb Fuentespreadas i a l'oest amb Corrales del Vino.

## Demografia
| 1991 | 1996 | 2001 | 2004 |
| ---- | ---- | ---- | ---- |
| 306  | 264  | 259  | 240  |